# Apertura de alfil
|       |       |       |       |       |       |       |       |       |  |
|       | a8 rd | b8 nd | c8 bd | d8 qd | e8 kd | f8 bd | g8 nd | h8 rd |  |
| a7 pd | b7 pd | c7 pd | d7 pd | e7    | f7 pd | g7 pd | h7 pd |       |  |
| a6    | b6    | c6    | d6    | e6    | f6    | g6    | h6    |       |  |
| a5    | b5    | c5    | d5    | e5 pd | f5    | g5    | h5    |       |  |
| a4    | b4    | c4 bl | d4    | e4 pl | f4    | g4    | h4    |       |  |
| a3    | b3    | c3    | d3    | e3    | f3    | g3    | h3    |       |  |
| a2 pl | b2 pl | c2 pl | d2 pl | e2    | f2 pl | g2 pl | h2 pl |       |  |
| a1 rl | b1 nl | c1 bl | d1 ql | e1 kl | f1    | g1 nl | h1 rl |       |  |
|       |       |       |       |       |       |       |       |       |  |

La Apertura del alfil es una apertura de ajedrez. Se caracteriza por los movimientos (en notación algebraica): 1.e4 e5 2.Ac4 
Las blancas llevan una pieza para el control del centro, presionan el punto f7. Al evitar la más natural 2.Cf3 no bloquean al peón f. Otra de las virtudes de esta apertura es que puede transponer a algunas líneas favorables del gambito de rey, la apertura vienesa, la apertura italiana entre otras. Aunque jugando bien las negras deben igualar.
Entre los Grandes Maestros que han usado esta apertura se encuentran Bent Larsen, John Nunn, Michael Adams, Viswanathan Anand, Vladímir Krámnik y Garry Kasparov.
La Apertura de alfil (ECO C23-C24) es una forma de plantear la apertura perfectamente válida, siempre y cuando luego no se trate de dar el mate pastor. Es una apertura más peligrosa de lo que parece, y cuenta con la ventaja que usualmente el rival no la ha estudiado porque supone que se jugará 2.Cf3 en lugar de 2.Ac4. No obstante, si el negro juega con lógica no tiene nada que temer. 
Línea principal
1.e4 e5
2.Ac4
1.e4 e5 2.Ac4 Cf6
1.e4 e5 2.Ac4 Cf6 3.d4
3...exd4 4.Cf3 Cxe4 5.Dxd4 Cf6 6.Cc3 Cc6 7.Dd3 Ac5 8.Ag5 0-0 9. 0-0-0 h6 10.Axh6! gxh6 11.Dg6+ Rh8 12.Dxh6+ Ch7 13.Ce4 Ae7 14.h4 f6 15.Cfg5 fxg5 16.hxg5 y las blancas ganan 

1.e4 e5 2.Ac4 Cf6 3.d4 exd4 4.Cf3 Cxe4 5.Dxd4 Cf6 6.Ag5 Ae7 7.Cc3 c6 8.0-0-0 d5 9.The1 Ae6
1.e4 e5 2.Ac4 Cf6 3.d4 exd4 4.Cf3 d5 5.exd5 Ab4+ 6.c3 De7+
1.e4 e5 2.Ac4 Cf6 3.f4
1.e4 e5 2.Ac4 Cf6 3.d3
1.e4 e5 2.Ac4 Ac5
1.e4 e5 2.Ac4 Ac5 3.c3
1.e4 e5 2.Ac4 Ac5 3.c3 Cf6 4.d4 exd4 5.e5 d5 6.exf6 dxc4 7.Dh5 0-0
1.e4 e5 2.Ac4 Ac5 3.c3 d5
1.e4 e5 2.Ac4 Ac5 3.c3 Dg5
1.e4 e5 2.Ac4 Ac5 3.b4
1.e4 e5 2.Ac4 Ac5 3.b4 Axb4 4.f4
1.e4 e5 2.Ac4 Ac5 3.b4 Axb4 4.f4 exf4 5.Cf3 Ae7 6.d4 Ah4+ 7.g3 fxg3 8.0-0 gxh2+ 9.Rh1
1.e4 e5 2.Ac4 Ac5 3.De2 Cc6 4.c3 Cf6 5.f4
1.e4 e5 2.Ac4 Ac5 3.d4
Con 3.d4 las blancas sacrifican un peón para obtener la iniciativa.
Si 3...exd4 las blancas responden con Axf7+ y luego con jaque de dama en h5 recuperan el alfil con ventaja:
4...Rxf7
5.Dh5+ g6
6.Dxc5 Cc6
7.Cf3 d6
8.Dd5+ Ae6
9 Cg5+
Y las blancas ganan la partida. Mejor para las negras es tomar en d4 con alfil, veamos:
3...Axd4
4.Cf3 Cc6
5.0-0 Cf6
6.Cxd4 Cxd4
7.f4
Las blancas sacrificaron peón y deben jugar dinámicamente para compensar el material con actividad.
También es interesante 7.Ag5 h6 8.Ah4, y si ahora las negras juegan 8...g5 sería un grave error: 9.g4! Las blancas amenazan el peón de e5 que sostiene al caballo de d4, al mismo tiempo que amenazan tomar alguno de los peones negros para activar la acción de la torre sobre la columna f. 9....gxf4 y si 9...Cxe4 10.exf5 Ce6 11.Df3 De7 12.Dxe4 gxh4 13.Cc3 y si las blancas tienen un peón de menos pero una ventaja abrumadora por la actividad de sus piezas. 10.Txf4! exf4 11.Dxd4. Las blancas entregan calidad pero caerá el caballo de f6 y las negras están perdidas.
7... d6
8.fxe5 dxe5
9.Ag5 0-0
10.Cc3
Buscando ejercer más presión sobre la pieza clavada en f6
10... Ae6
11.Cd5 Axd5
12.exd5
Ahora el caballo de d4 está casi encerrado
12... Dd6
13 Axf6 gxf6
14. Ad3
Ahora las blancas apuntan contra el enroque negro que ha sido debilitado y su posición está prácticamente perdida.
14... Dxd5
15.c3 Cc6
16.Axh7+
Las blancas ganas la dama y la partida

1e4 e5 2.Ac4 Cc6:
3.Cc3 Cf6
4.d3 Ac5
5.Ag5 0-0
6.Cf3 d6
7.Cd5 y las blancas tienen un buen ataque porque el alfil de casilla negro está fuera de la cadena de peones y no puede colaborar en la defensa de f6.

1.e4 e5 2.Ac4 c6
1.e4 e5 2.Ac4 c6 3.d4 d5 4.exd5 cxd5 5.Ab5+ Ad7 6.Axd7+ Cxd7 7.dxe5
1.e4 e5 2.Ac4 f5
1.e4 e5 2.Ac4 f5 3.d3
Ante 2...f5 el programa Stockfish -actualmente el más poderoso del mundo- sugiere responde con 3.d4 y ante exd4 sugiere desarrollar el C vía h3 para no bloquear la acción de la dama en la diagonal d1-h5, de modo que las negras no puedan tomar en e4 por la amenaza de Dh5+.
4...Cf6 5.e5 y Stockfish evalúa con +1.2 la importante ventaja blanca. Podría continuar 5...Cg4 6.0-0 y si bien las negras tienen un peón de más su desarrollo es muy pobre y el alfil de c4 es muy fuerte.